# Конвенту-де-Кришту
Монастырь ордена Христа (порт. Convento de Cristo) — главная твердыня португальских тамплиеров и их наследников, ордена Христа. Заложена в качестве орденского замка в XII веке, позднее обращена в монастырь. С годами под сенью крепости вырос город Томар. В 1983 году монастырь Христа был причислен ЮНЕСКО к числу памятников Всемирного наследия.

## Круглая церковь
Древнейшее здание комплекса — круглая церковь (rotunda), подобно лондонскому Темплю и другим тамплиерским церквям построенная в подражание не столько храму Гроба Господня, сколько арабскому куполу Скалы (который крестоносцы ошибочно принимали за фрагмент Соломонова храма). В отношении декора (растительные мотивы на колоннах) ближайшее соответствие ей представляет собор в Коимбре.

## Орденский замок
В 1190 году крепость тамплиеров с невиданными до тех пор в Иберии круглыми угловыми башнями выдержала осаду мавров во главе с Якубом аль-Мансуром. Неподалёку от Томара рыцари воздвигли ещё одну цитадель — Алмоурол. После упразднения в 1312 году ордена тамплиеров их португальские владения были переданы ордену Христа, избравшему Томар своей главной резиденцией в 1347 году.

## Перестройка
Король Мануэл, ещё до восшествия на престол избранный великим магистром ордена, развернул в Томаре масштабное строительство. После возведения нового нефа круглая церковь тамплиеров превратилась в его апсиду. Его преемник Жуан III пристроил к мануэлинскому нефу элегантный ренессансный клуатр; его достраивал при Филиппе II итальянец Филиппо Терци. Всего с XV—XVI вв. в обители сохранилось восемь клуатров. Монастырский акведук — памятник времён испано-португальской унии.
- Томарский монастырь
- Круглая церковь
- Мануэлинский портал
- Внутренность круглой церкви
- Мануэлинский наличник (1510—1513)
- Клуатр Жуана III